# Itajaí
Itajaí – miasto i gmina w Brazylii, w stanie Santa Catarina. Znajduje się w mezoregionie Vale do Itajaí i mikroregionie Itajaí. 
W mieście rozwinął się przemysł włókienniczy, rybny, oraz papierniczy.

## Miasta partnerskie
- Sodegaura, Japonia
- Xinxiang, Chińska Republika Ludowa
- Viana do Castelo, Portugalia
- Melipilla, Chile